# Yttersjön (Vemdalens socken, Härjedalen)
Yttersjön är en sjö i Härjedalens kommun i Härjedalen och ingår i Ljusnans huvudavrinningsområde. Sjön har en area på 0,796 kvadratkilometer och ligger 390 meter över havet. Sjön avvattnas av vattendraget Veman (Sör-Veman).

## Delavrinningsområde
Yttersjön ingår i det delavrinningsområde (691042-140798) som SMHI kallar för Utloppet av Yttersjön. Medelhöjden är 400 meter över havet och ytan är 6,46 kvadratkilometer. Räknas de 27 avrinningsområdena uppströms in blir den ackumulerade arean 660,81 kvadratkilometer. Veman (Sör-Veman) som avvattnar avrinningsområdet har biflödesordning 2, vilket innebär att vattnet flödar genom totalt 2 vattendrag innan det når havet efter 285 kilometer. Avrinningsområdet består mestadels av skog (41 procent) och sankmarker (40 procent). Avrinningsområdet har 0,8 kvadratkilometer vattenytor vilket ger det en sjöprocent på 12,3 procent.